# St. Bartholomäus (Pottenstein)

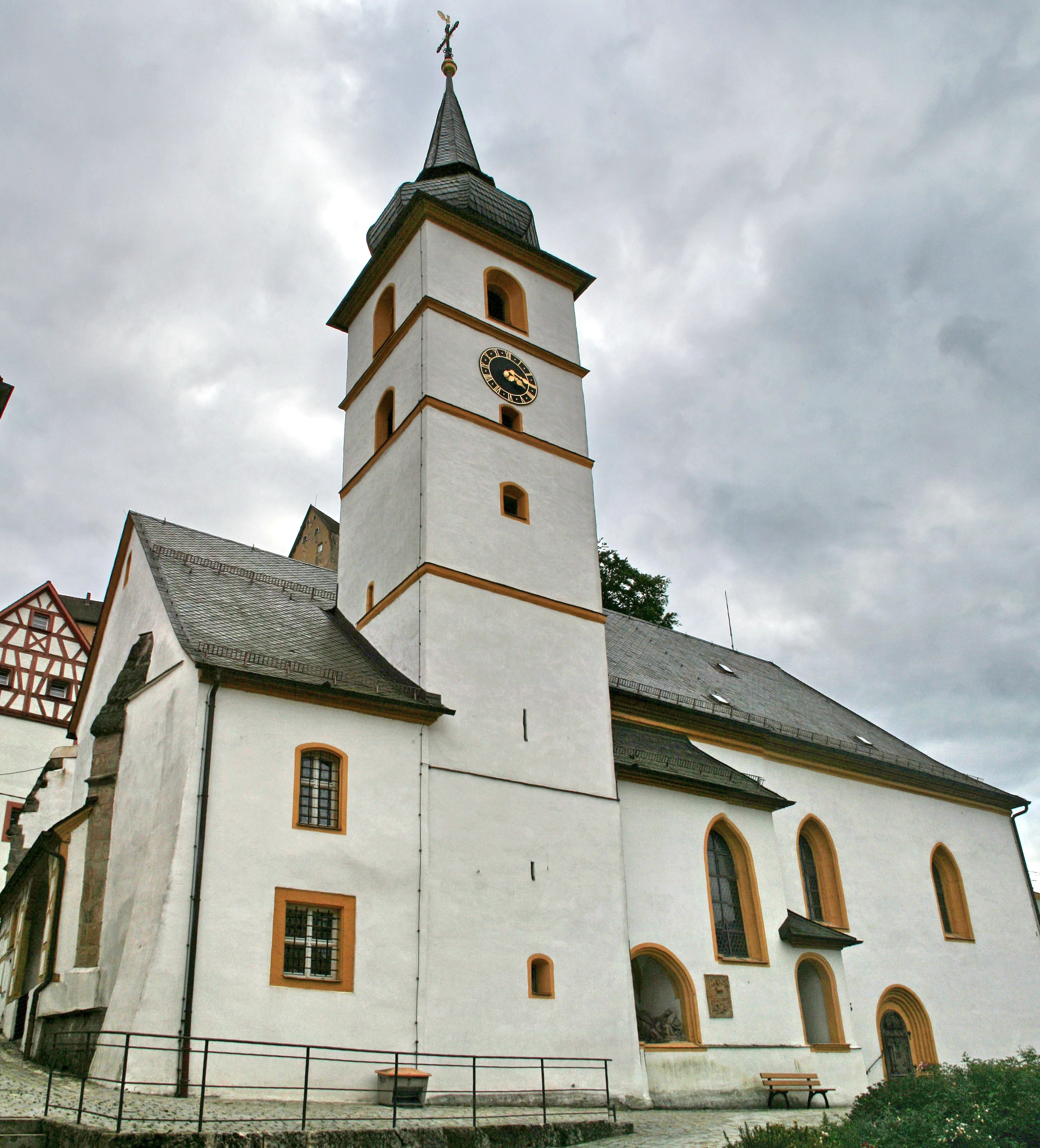
Katholische Pfarrkirche St. Bartholomäus in Pottenstein

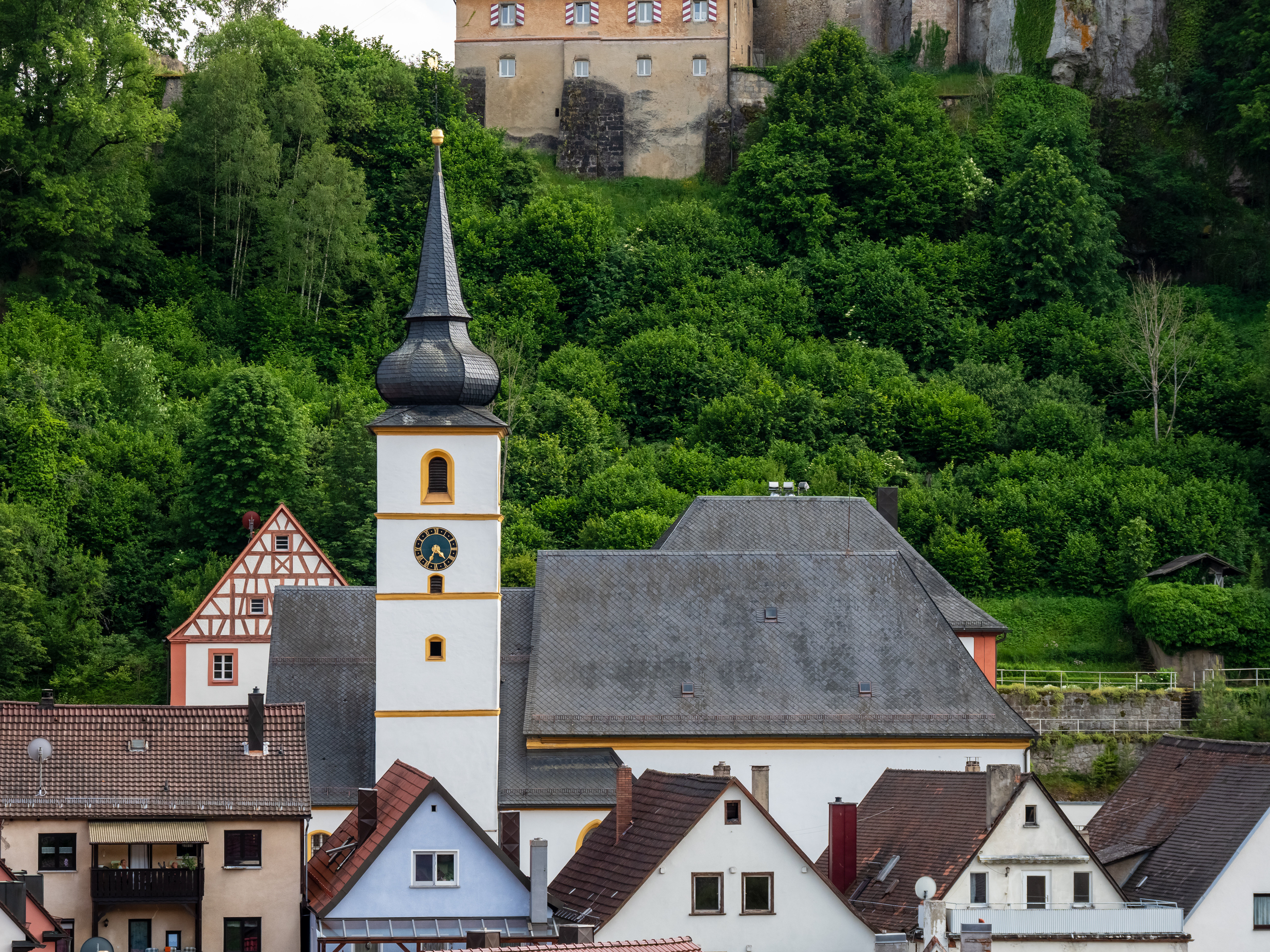
Lage der Kirche im Ort

St. Bartholomäus Pottenstein ist eine römisch-katholische Pfarrkirche in Pottenstein. Sie gehört zum Dekanat Auerbach im Erzbistum Bamberg. Die Kirche ist dem heiligen Bartholomäus gewidmet, der 71 n. Chr. als Märtyrer starb.

## Geschichte
Die Kirche wurde bis zum Jahr 1493 als gotischer Kirchenbau vollendet, während der chorseitige Turm aus dem Jahr 1725 stammt. Nachdem die Kirche 1736 einem Brand zum Opfer gefallen war, erfolgte bis 1755 ein barocker Wiederaufbau. Der Turm wurde erhöht und erhielt 1798 sein heutiges Dach.

Von 1997 bis 1999 wurde die Kirche renoviert.

## Innenraum
Das Langhaus ist zweischiffig, was für eine ursprünglich gotische Kirche außergewöhnlich ist. Die Decke weist ein Kreuzrippengewölbe auf mit einem Deckengemälde im Chor, welches das heilige Abendmahl darstellt. Die hölzerne Empore entstand 1702/03 und zeigt Bilder des Pottensteiner Bildhauers Berhard Häußler.

## Ausstattung
- Der als Bartholomäusaltar bezeichnete Hauptaltar stammt aus den Jahren 1729/30 und wurde im Wesentlichen vom Schreinermeister Martin Walther aus Bamberg gefertigt. Die vier Statuen stammen allerdings vom Bildhauer Franz Anton Schlott. Die mittleren stellen die Bistumspatrone Heinrich (links) und Kunigunde (rechts) dar. Außen stehen der heilige Josef (links) und der heilige Nikolaus (rechts). Der Hofmaler Kaspar Scheubel schuf das Altargemälde „Martyrium des heiligen Bartholomäus“.
- Die Seitenaltäre entstanden im 16. und 17. Jahrhundert. Links steht der Marienaltar und rechts der Sebastianaltar.
- Die Kanzel aus dem Jahr 1588 zählt zu den ältesten erhaltenen Kunstwerken der Kirche. Sie zeigt die vier Evangelisten. 1725 erfolgte eine Barockisierung, so dass der gotische Ursprungscharakter verloren ging.
- Der achteckige Taufstein aus dem 16. Jahrhundert ist der Kanzel angepasst.
- Die Skulptur des heiligen Bartholomäus mit Farben im Originalzustand entstand 1720. Sie ist eine Spende der Familie Kuglmeier aus Landshut.
- Die jetzige Orgel wurde dem Jahr 1937 vom Orgelbaumeister E. Dietmann aus Lichtenfels erbaut. Die erste Orgel wurde schon 1660 installiert.

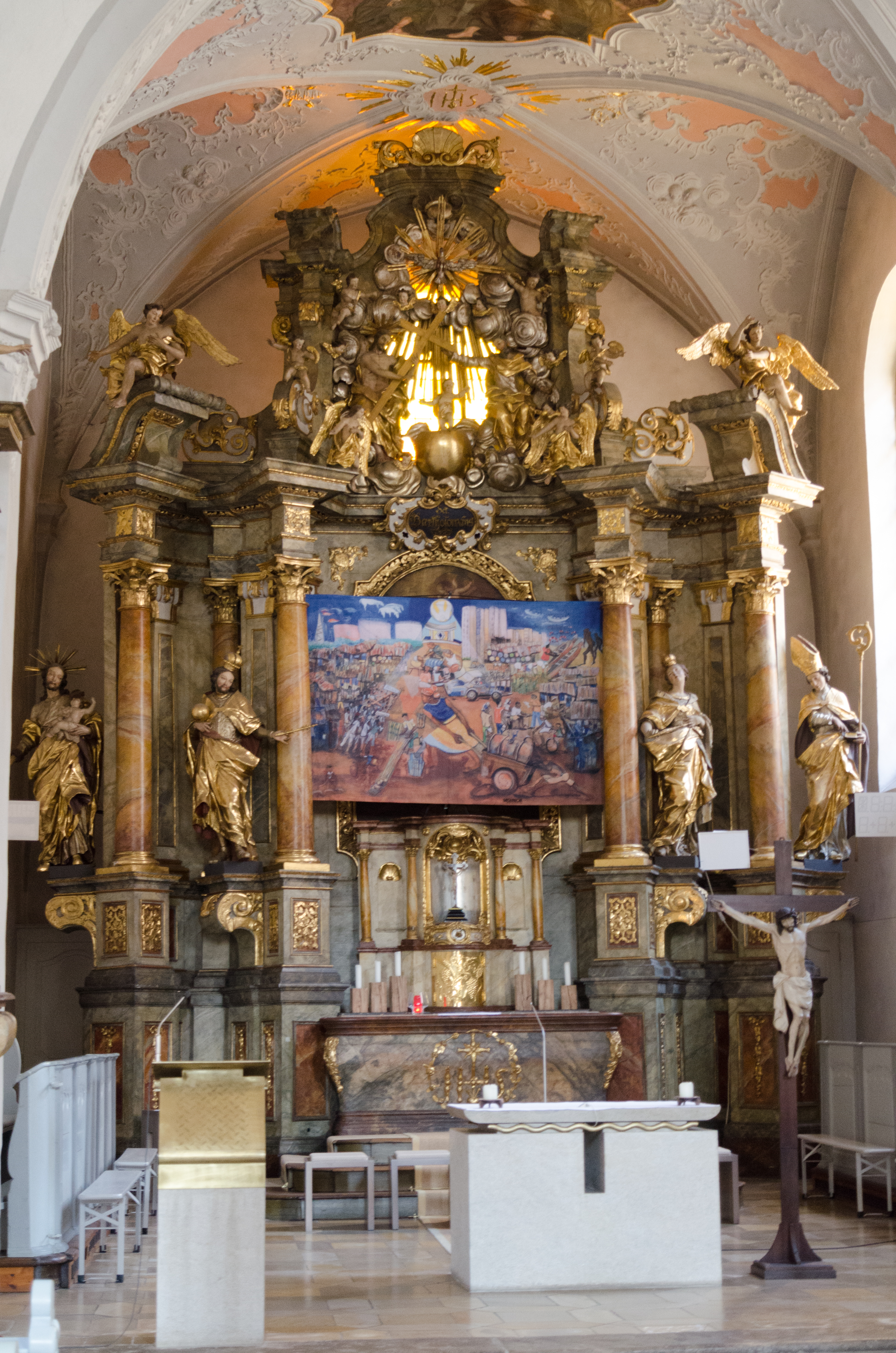
Bartholomäus-Altar (Hauptaltar)
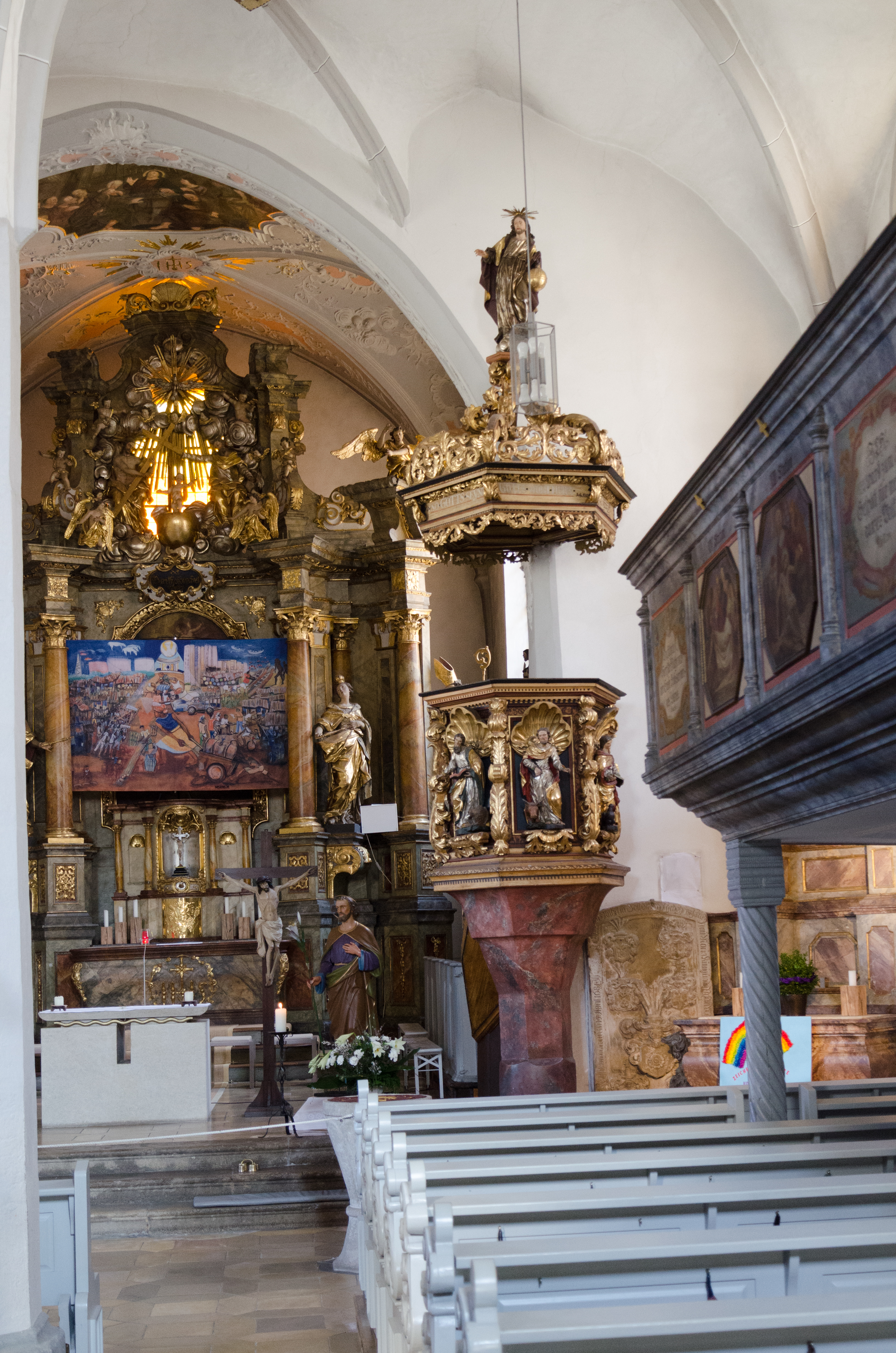
Blick nach Osten mit Kanzel und Empore
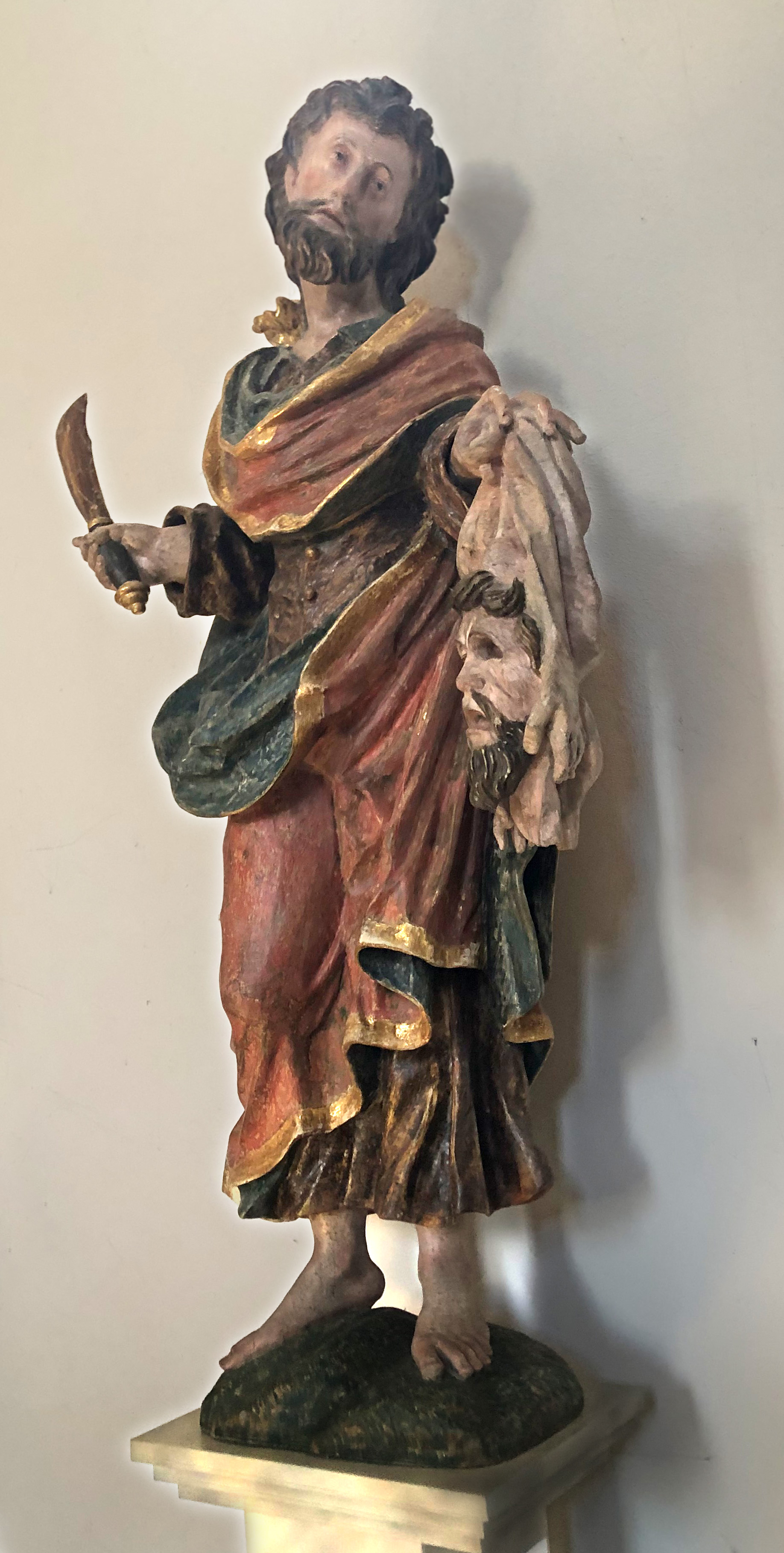
Skulptur des heiligen Bartholomäus